# Sekou Sylla (Fußballspieler, 1992)
Sekou Sylla (* 1. Januar 1992) ist ein guineischer Fußballspieler.

## Karriere
Sekou Sylla stand bis April 2017 in Myanmar beim Magwe FC unter Vertrag. Wo er vorher gespielt hat, ist unbekannt. Der Verein aus Magwe spielte in der ersten Liga, der Myanmar National League. Im Mai 2017 ging er auf die Philippinen. Hier schoss er sich dem Global Cebu FC an. Mit dem Verein aus Makati City spielte er in der höchsten Liga des Landes, der Philippines Football League. Für Global stand er bis Ende Juli 2017 unter Vertrag. Von August 2017 bis Ende 2017 war er vertrags- und vereinslos. Im Dezember 2017 kehrte er nach Myanmar zurück. Hier unterschrieb er einen Zweijahresvertrag beim Erstligisten Yangon United in Rangun. 2018 feierte er mit Yangon die myanmarische Fußballmeisterschaft. Den General Aung San Shield gewann er 2018 und 2019. Das Endspiel 2018 gewann man gegen Hanthawaddy United mit 2:1, das Endspiel 2019 gewann man gegen Shan United mit 4:3 nach Verlängerung. Das Spiel um den MFF Charity Cup 2018 gewann man im Elfmeterschießen gegen Shan United. Für den Verein absolvierte er 38 Erstligaspiele und schoss dabei 27 Tore. Anfang Dezember 2019 zog es ihn nach Vietnam, wo er sich dem Erstligisten Hải Phòng FC anschloss. Nach vier Monaten wurde sein Vertrag am 1. März 2020 aufgelöst. Von März 2020 bis Juli 2021 war er vertrags- und vereinslos. Der indische Verein Churchill Brothers SC aus Salcete nahm ihn Ende Juli 2021 unter Vertrag. Hier stand er bis Mai 2022 unter Vertrag. Den Rest des Jahres war er wieder vertrags- und vereinslos. Die Saison 2023 spielte er wieder in Myanmar bei seinem ehemaligen Verein Yangon United. 2023 wurde er mit elf Toren Torschützenkönig der Liga. Mitte November 2023 ging er nach Indonesien. Hier nahm ihn der Zweitligist Persikab Bandung unter Vertrag. Nach zehn Ligaspielen wurde sein Vertrag Ende Februar 2024 nicht verlängert. Nach kurzer Vereinslosigkeit unterschrieb er im März 2024 in Bangladesch einen Vertrag beim Erstligisten Sheikh Russel KC.

## Erfolge
Yangon United
- Myanmarischer Meister: 2018
- General Aung San Shield: 2018, 2019
- MFF Charity Cup: 2018

## Auszeichnungen
Myanmar National League
- Torschützenkönig: 2023